# Центр адаптації державної служби до стандартів Європейського Союзу
Центр адаптації державної служби до стандартів Європейського Союзу (з моменту утворення у квітні 2004 року до червня 2008 року — Центр сприяння інституційному розвитку державної служби) утворено при Національному агентстві України з питань державної служби (далі – НАДС) для забезпечення інформаційно-аналітичної, експертної та організаційної підтримки розвитку державного управління, посилення інституційної спроможності державної служби в Україні та її адаптації до стандартів Європейського Союзу. Установа стала провідним урядовим аналітичним центром з підготовки реформи державної служби, результатом якої було прийняття нового Закону України “Про державну службу”.  
Діяльність Центру адаптації державної служби до стандартів Європейського Союзу (далі – Центр) здійснюється відповідно до Постанови Кабінету Міністрів України від 04 червня 2008 року № 528 «Питання Центру сприяння інституційного розвиткудержавної служби» [Архівовано 4 червня 2018 у Wayback Machine.].

## Мета (місія)
Поглиблення співробітництва між Україною та ЄС у сфері державної служби та державного управління, удосконалення механізму координації інституціонального забезпечення їх адаптації до стандартів ЄС, зокрема шляхом організації роботи з ефективного використання в Україні інструментів інституціональної розбудови ЄС Twinning [Архівовано 12 березня 2018 у Wayback Machine.], TAIEX [Архівовано 15 березня 2018 у Wayback Machine.], SIGMA [Архівовано 12 березня 2018 у Wayback Machine.], підвищення професійного рівня державних службовців та поліпшення роботи з інформування суспільства з питань європейської інтеграції.
Першим директором Адміністративного офісу програми Twinning з 2005 по 2011 роки, відповідальним за запровадження в Україні інструментів інституційної розбудови ЄС Twinning і TAIEX, був Андрій Вишневський. Протягом цього часу Україна стала лідером за кількістю і якістю проектів Twinning серед усіх країн, на які поширювалась Європейська політика сусідства. Це створило інституційне підґрунтя для реалізації майбутньої Угоди про Асоціацію між Україною та ЄС. 

## Завдання Центру
- участь у підготовці пропозицій щодо формування державної політики та нормотворчій діяльності у сфері державної служби та державного управління, їх адаптації до стандартів ЄС, проведення адміністративної реформи і розвитку державних інституцій у контексті європейської інтеграції України, використання в Україні інституціональних інструментів;

- наукове, експертне, інформаційно-аналітичне, методологічне, організаційне та інше забезпечення підготовки та виконання програм і заходів у зазначеній сфері;

- удосконалення чинних та сприяння впровадженню нових стандартів і процедур роботи державних службовців і посадових осіб місцевого самоврядування, діяльності органів державної влади та органів місцевого самоврядування на основі кращої світової практики;

- участь у впровадженні сучасних інформаційних технологій у роботу органів державної влади та органів місцевого самоврядування;

- консультаційна підтримка органів державної влади та органів місцевого самоврядування, поширення правової, наукової та іншої інформації щодо державної служби та державного управління, їх адаптації до стандартів ЄС, адміністративної реформи та розвитку державних інституцій у контексті європейської інтеграції України, зокрема використання в Україні інституціональних інструментів;

- участь у здійсненні співробітництва між Україною і ЄС, консультаційно-методологічне забезпечення та моніторинг у межах своїх повноважень діяльності органів виконавчої влади з виконання зобов’язань, взятих на себе Україною перед ЄС та міжнародними організаціями;

- сприяння НАДС у виконанні ним своїх завдань і функцій з використання в Україні інституціональних інструментів.

## Діяльність Адміністративного офісу програми Twinning (АОП)
У 2005 році Президент України підписав Указ «Питання забезпечення впровадження програми Twinning в Україні» (від 06 жовтня 2005 року № 1424), відповідно до якого функції координатора підготовки та реалізації програми Twinning в Україні були покладені на НАДС та створено Адміністративний офіс програми Twinning (далі – АОП), який координує підготовку та сприяє практичному впровадженню проектів інституційної розбудови, надає консультативну та методологічну підтримку державним установам щодо підготовки та реалізації проектів, здійснює моніторинг виконання проектів.
Відповідно до наказу НАДС від 27 вересня 2013 року № 169 «Про діяльність АОП Twinning» функції АОП покладено на Центр.
Основною функцією Адміністративного офісу програми Twinning (АОП) є поширення інформації про інструменти інституціональної розбудови, здійснення методично-консультаційної підтримки органів державної влади щодо підготовки та впровадження проектів, забезпечення якості реалізованих заходів, організація міжнародного співробітництва у цій сфері тощо. Крім того, АОП виступає своєрідною контактною особою у відносинах між Представництвом ЄС в Україні та органами-бенефіціарами, а також між державними органами країн-членів ЄС та державними органами країн-бенефіціарів.
Роль та функції АОП:
- інформування органів державної влади щодо можливості залучення та використання інструментів Twinning і ТАІЕХ;

- надання підтримки органам державної влади у підготовці проектних пропозицій Twinning, заявок ТАІЕХ, здійснення їх перевірки;

- ґрунтовне роз’яснення особливостей впровадження інструментів Twinning і ТАІЕХ;

- організація засідань робочої групи з питань координації впровадження Twinning;

- організація засідань координаційної групи з питань впровадження інструменту TAIEX;

- здійснення загальної координації реалізації проектів Twinning;

- здійснення загальної координації використання інструменту ТАІЕХ;

- координація співробітництва з програмою SIGMA.

## Twinning[Архівовано12 березня 2018 уWayback Machine.]
Twinning (англ. Twins – близнюки) – інструмент інституціональної розбудови, у рамках якого відбувається співпраця на рівні державних службовців аналогічних органів державної влади країн-членів ЄС та України. Інструмент Twinning передбачає надання довгострокової допомоги з метою впровадження елементів державного управління, необхідних для адаптації національного законодавства до норм та стандартів ЄС
Відповідно до Указу Президента України «Питання забезпечення впровадження програми Twinning в Україні» від 06 жовтня 2005 року № 1424 координатором впровадження інструменту Twinning в Україні є НАДС, а здійснення організаційного, методичного та іншого забезпечення реалізації програми Twinning покладено на АОП.
Використання цього інструменту інституціональної розбудови регламентується постановою Кабінету Міністрів України від 11 жовтня 2016 року № 700 «Про затвердження Порядку ініціювання, підготовки та реалізації проектів Twinning» та міжвідомчого наказу НАДС та Мінекономрозвитку від 15 червня 2012 року № 120/702 «Про створення Робочої групи з питань координації впровадження інструмента Twinning».
Станом на березень 2018 року у робочому плані: 42 проекти Twinning завершено, 11 проектів знаходяться на стадії реалізації та 10 проектів знаходиться на стадії підготовки детального технічного завдання Twinning Fiche; загальна кількість проектів Twinning становить – 63.

## TAIEX[Архівовано15 березня 2018 уWayback Machine.]
TAIEX (Technical Assistance Information Exchange) – це інструмент технічної допомоги та обміну інформацією, що надається Європейською Комісією з метою розбудови інституціональної спроможності, наближення національного законодавства до законодавства Європейського Союзу (acquis communautaire), його імплементації та подальшого ефективного використання.
Використання зовнішньої допомоги Європейської Комісії в рамках інструменту TAIEX в Україні здійснюється відповідно до постанови Кабінету Міністрів України «Про затвердження Порядку підготовки, схвалення та виконання плану залучення зовнішньої допомоги Європейської Комісії у рамках TAIEX» від 13 січня 2016 року № 32.
Координацію інструменту TAIEX покладено на АОП.
Інструмент TAIEX спрямований на:
- наближення, імплементацію національного законодавства до acquis communautaire;

- сприяння інституційному розвитку органів державної влади;

- підвищення кваліфікації державних службовців.

Допомога у рамках інструменту TAIEX може реалізовуватись у трьох формах (семінар, навчальна поїздка та експертна місія), а також охоплювати різні сфери.
З початку впровадження інструменту TAIEX в Україні (із 2006 року), станом на початок 2018 року 16828 представників органів державної влади взяли участь у 742 заходах, організованих у рамках інструменту ТАІЕХ, серед яких 144 заходи за ініціативи Європейської Комісії, а 598 заходів було ініційовано Україною. 
За період з 2006 по 2018 роки заходи TAIEX проводились у таких сферах:
- юстиція та внутрішні справи (191 захід);

- внутрішній ринок (332 заходи);

- навколишнє середовище, телекомунікації та транспорт (128 заходів);

- сільське господарство та безпека харчових продуктів (91 захід).

## ПрограмаSIGMA[Архівовано12 березня 2018 уWayback Machine.]
Програма SIGMA (Support for Improvement in Governance and Management – Програма підтримки вдосконалення врядування та менеджменту) – є одним із найпрестижніших аналітичних центрів Європейського Союзу, який було започатковано 1992 року за ініціативи Організації економічного співробітництва та розвитку та Європейського Союзу.
Метою програми SIGMA є:
- зміцнення основ державного врядування;

- сприяння соціально-економічному розвитку шляхом посилення інституційної спроможності державного сектору;

- зміцнення горизонтального врядування;

- вдосконалення процесу розробки та впровадження реформи державного управління.

Технічна підтримка програми SIGMA здійснюється у рамках шести сфер:
- державне управління фінансами, зовнішній аудит та державні закупівлі;

- державна служба та управління людськими ресурсами;

- розвиток політики та координація;

- реформа державного управління;

- надання послуг;

- підзвітність.

Допомога програми SIGMA у сфері реформи системи державного управління надається шляхом:
- здійснення аналізу адміністративних структур;

- розробки та впровадженні реформ адміністративної системи;

- здійснення аналізу запропонованих законопроектів та програм;

- організація навчання та обміну інформацією;

- підготовка планів технічної допомоги.

У 2005 році Україна звернулась до Секретаріату Організації з економічного співробітництва та розвитку та Європейської Комісії з проханням провести оцінювання системи державного управління в Україні експертами програми SIGMA за її базовими показниками у семи сферах: адміністративно-правова законодавча база; планування та координація державної політики; державна служба; внутрішній фінансовий контроль; управління публічними видатками; публічні закупівлі; зовнішній аудит. 
Співробітництво НАДС з ОЕСР та програмою SIGMA реалізується відповідно до Плану дій щодо поглиблення співробітництва між Україною та ОЕСР на 2013 – 2016 роки, затвердженого розпорядженням Кабінету Міністрів України від 06 лютого 2013 року № 132-р, Меморандуму про взаєморозуміння між Урядом України і ОЕСР щодо поглиблення співробітництва, підписаного 07 жовтня 2014 року, постанови Кабінету Міністрів України «Про порядок участі центральних органів виконавчої влади у діяльності міжнародних організацій, членом яких є Україна» від 13 вересня 2002 року № 137, згідно з якою НАДС є відповідальним центральним органом виконавчої влади за виконання зобов’язань, зокрема фінансових, які випливають із членства України у Комітеті з питань державного управління ОЕСР. З 2008 року НАДС бере участь у вищезазначеному Комітеті як постійний спостерігач.
НАДС, Центр спільно із Представництвом ЄС в Україні забезпечує розробку та затвердження Робочого плану діяльності програми SIGMA в Україні з урахуванням пропозицій, отриманих від заінтересованих органів державної влади. 
Починаючи з 2011 року НАДС співпрацювало з програмою SIGMA над Законом України «Про державну службу» від 10 грудня 2016 року № 889-VIII, проектом Закону України «Про службу в органах місцевого самоврядування», Стратегією реформування державного управління на 2016 – 2020 роки, схваленою розпорядженням Кабінету Міністрів України від 24 червня 2016 року № 474-р «Деякі питання реформування державного управління України».
Упродовж 2017 – 2018 років відповідно до Стратегії реформування державного управління в Україні за участі програми SIGMA здійснюється оцінка стану справ у системі державного управління.

## Співробітництво в рамках ініціативи ЄС«Східне партнерство»[Архівовано20 лютого 2018 уWayback Machine.]
З 2011 року Україна в особі НАДС бере активну участь у сферах діяльності Робочої панелі «Реформа державного управління» Тематичної платформи 1 «Демократія, належне врядування та стабільність» в рамках ініціативи ЄС «Східне партнерство» (починаючи з 01 березня 2018 року - Робоча панель «Врядування та реформа державного управління» Тематичної платформи 1 «Зміцнення інститутів та забезпечення належного врядування»), зокрема на постійній основі бере участь у засіданнях Робочої групи та у заходах, організованих країнами-членами Східного партнерства. 
Діяльність Робочої панелі спрямована на такі напрями:
- «Державна служба, державні установи та їх функції (управління людськими ресурсами, загальні засади прийняття та проходження державної служби, нормативно-правові акти)»;

- «Прозорість, електронне урядування та захист даних»;

- «Децентралізація місцевих/ регіональних органів державної влади»;

- «Ефективне управління технічною допомогою».

З 2012 року Україна є країною-лідером у сфері «Ефективне управління технічною допомогою». Щороку НАДС готує та затверджує разом з партнерами Східного партнерства план заходів на відповідний рік у чотирьох згаданих сферах.
У рамках співробітництва з ініціативою ЄС «Східне партнерство» НАДС було розроблено низку інформаційно-аналітичних та методичних матеріалів з питань реформування державної служби та її адаптації до стандартів ЄС, зокрема:
- брошуру «Місцеве самоврядування в країнах Східного партнерства»;

- посібник «Професійний розвиток державних службовців в країнах Східного партнерства: результати порівняльного дослідження реформи державної служби»;

- посібник «Державна служба країн Східного партнерства»;

- посібник «Побудова професійної, сталої та політично неупередженої державної служби: роль трансформаційного лідерства та організаційної культури».

Станом на початок 2018 року у рамках співробітництва з ініціативою ЄС «Східне партнерство» Центром було забезпечено підготовку та реалізацію 17 комунікативних заходів.

## Реалізація ПрограмиУкраїна-НАТО[Архівовано22 березня 2018 уWayback Machine.]з професійного розвитку цивільного персоналу сектору безпеки і оборони
Програма Україна – НАТО з професійного розвитку цивільного персоналу сектору безпеки і оборони (далі – Програма) – це інструмент, спрямований на підтримку реформ в Україні шляхом професійної підготовки цивільних фахівців сектору безпеки і оборони, спроможних сприяти ефективному функціонуванню безпекової та оборонної політики країни.
Відповідно до рішення шостого засідання Комісії з питань партнерства України з Організацією Північноатлантичного договору від 03 січня 2013 року НАДС визначено національним координатором та основним виконавцем заходів з виконання Програми Україна – НАТО з професійного розвитку цивільного персоналу сектору безпеки і оборони.
Реалізація Програми у здійснюється відповідно до Річної національної програми під егідою Комісії Україна – НАТО; Указу Президента України від 08 липня 2016 року  № 296 «Питання координації євроатлантичної інтеграції України»; Стратегії сталого розвитку «Україна-2020», схваленої Указом Президента України від 12 січня 2015 року № 5; Стратегії національної безпеки України, затвердженої Указом Президента України від 26 травня 2015 року № 287; Воєнної доктрини України, затвердженої Указом Президента України від 24 вересня 2015 року № 555.
У рамках реалізації Програми проводяться комунікативні та інші заходи, спрямовані на підвищення професійної компетентності державних службовців сектору безпеки і оборони України, проводяться курси з мовної підготовки.